# 마틴 보일
마틴 캘리 보일(영어: Martin Callie Boyle, 1993년 4월 25일 ~ )은 오스트레일리아의 축구 선수로, 현재 사우디 프로페셔널리그의 알파이살리 FC 윙어이다.